# Hellendoorn (gemeente)

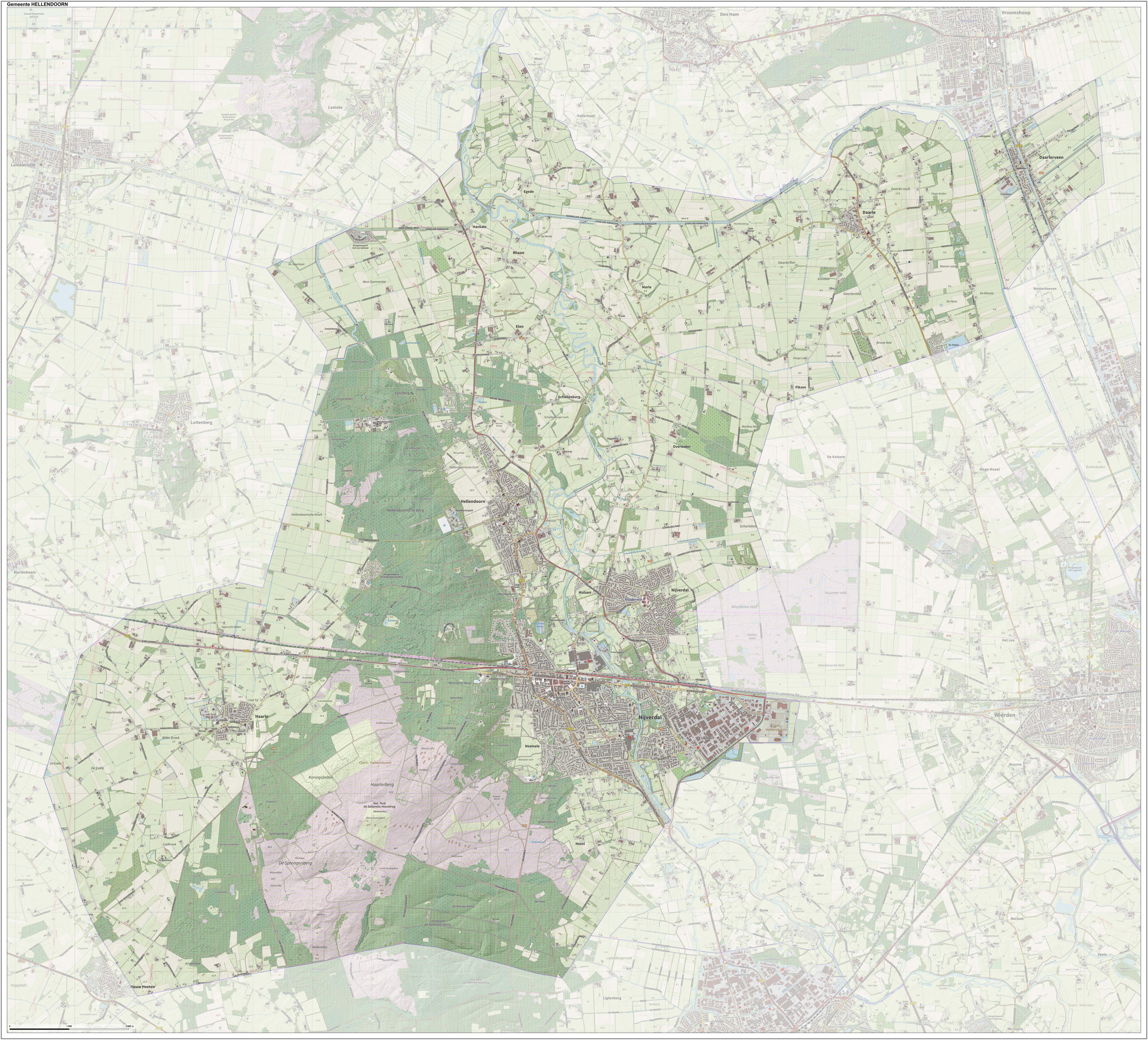
Topografische gemeentekaart van Hellendoorn, september 2022

Hellendoorn (uitspraakⓘ; Nedersaksisch: Heldern) is een gemeente in de streek Salland in de Nederlandse provincie Overijssel. De gemeente telt 36.264 inwoners (22 november 2024, bron: CBS) op een oppervlakte van 139,03 km². De gemeente behoort tot de Regio Twente.

## Geografie
Hellendoorn ligt in de provincie Overijssel ten oosten van de Hellendoornse Berg, die deel uitmaakt van de stuwwal Sallandse Heuvelrug. De gemeente Hellendoorn grenst in het noorden aan de gemeenten Ommen en Twenterand, in het oosten aan Wierden, in het zuiden aan Rijssen-Holten en in het westen aan Raalte. Hoewel de gemeente (vrijwel) geheel in de historische streek Salland ligt (de Regge bij Nijverdal is de traditionele grens tussen Twente en Salland) maakt de gemeente deel uit van de Regio Twente. In de gemeente Hellendoorn liggen de volgende woonplaatsen:
| Woonplaats (BAG) | Inwoners 2023 |
| ---------------- | ------------- |
| Daarle           | 1.445         |
| Daarlerveen      | 1.215         |
| Haarle           | 2.100         |
| Hellendoorn      | 6.500         |
| Nijverdal        | 25.005        |

Daarnaast telt de gemeente nog negen buurtschappen: Eelen, Egede, Hankate, Hexel, Hulsen, Marle, Noetsele, Piksen, Rhaan, Schuilenburg en Overwater.

### Aangrenzende gemeenten
| Aangrenzende gemeenten | Aangrenzende gemeenten | Aangrenzende gemeenten | Aangrenzende gemeenten | Aangrenzende gemeenten |
| ---------------------- | ---------------------- | ---------------------- | ---------------------- | ---------------------- |
| Ommen                  |                        |                        |                        | Twenterand             |
|                        |                        |                        |                        |                        |
| Raalte                 | Wierden                |                        |                        |                        |
|                        |                        |                        |                        |                        |
|                        |                        | Rijssen-Holten         |                        |                        |

## Economie
Bepalend voor de gemeente Hellendoorn was en is de aanwezigheid van de Koninklijke Stoomweverij (KSW) van de Salomonsons in Nijverdal. Na de fusie in 1957 met Ten Cate in Almelo ontstond het concern Koninklijke Nijverdal-Ten Cate, later kortweg Koninklijke Ten Cate. Het is een van de weinige textielconcerns in Twente die zich vooral door tijdige aanpassing van zijn producten (bijvoorbeeld kunstgras en materialen voor de ruimtevaart) wist te handhaven.
Het dorp Hellendoorn is bekend geworden door de aanwezigheid van het Avonturenpark Hellendoorn. Verder is er in het dorp een ijsfabriek, die tot 1996 het ijsmerk Caraco maakte. Het bedrijf werd in 1985 overgenomen door Unilever en produceert de merken Ben & Jerry's en Ola.
Een museum in Hellendoorn exposeert over het historische Caraco, namelijk het bakkerij- en ijsmuseum.
 In de buurtschap Marle bevindt zich het Nationaal Blikkenmuseum.

## Verkeer en vervoer
De sprinter Zwolle - Enschede stopt tweemaal per uur per richting in Nijverdal, de intercity Zwolle - Enschede stopt daar één keer per uur. Het andere station in de gemeente is Daarlerveen aan de Spoorlijn Mariënberg - Almelo dat in de drukke uren tweemaal per uur per richting wordt aangedaan. Vroeger had de spoorlijn Neede - Hellendoorn een station in Hellendoorn en een station Nijverdal-Zuid, maar die lijn is – voor personenvervoer – in 1935 gesloten. De provinciale weg 347 (N347) loopt rondom Hellendoorn, doordat er een kleine ring is aangelegd. Rijksweg 35 (N35) liep dwars door de Grotestraat in Nijverdal en veroorzaakte in de spits grote opstoppingen in het centrum. De gemeente werkte aan een oplossing voor de verkeersproblematiek in het Combiplan Rijksweg 35 en werkte hierbij aan de bouw van een tunnelvariant. De kruising van N347 en N35 veroorzaakte in de ochtend- en avondspits regelmatig file. De Salland-Twentetunnel werd op zaterdagmiddag 29 augustus 2015 feestelijk in gebruik genomen en werd voor één dag Leo ten Brinke-tunnel genoemd, naar degene die het tunnelplan ongeveer 40 jaar voordien had bedacht.
In Hellendoorn en Nijverdal zijn er busverbindingen aanwezig, namelijk buslijn 96 (Nijverdal - Rijssen) en drie buurtbussen: 513 (Nijverdal - Raalte), 594 (Nijverdal - Den Ham/Daarlerveen) en 597 (Nijverdal - Hellendoorn).

## Politiek
Hellendoorn is een overwegend christelijke gemeente, waarin bij de landelijke verkiezingen door veel inwoners op het CDA wordt gestemd. Bij de verkiezingen in 2003 ontving het CDA hier 50,9%. In 2006 daalde dit percentage tot 48%. Bij de verkiezingen in 2010 kelderde het percentage tot onder de 32 procent. Bij de Tweede Kamerverkiezingen van 2012 waren Hellendoorn en het naburige Twenterand de enige twee gemeenten waarin het CDA nog de grootste partij werd, al kreeg de partij in Hellendoorn nog maar 23,1% van de stemmen. Bij de Tweede Kamerverkiezingen van november 2023 was het CDA gereduceerd tot 5,2% van de stemmen en werd Nieuw Sociaal Contract met 28,53% van de stemmen de grootste partij in de gemeente Hellendoorn.

### Gemeenteraad
De gemeenteraad van Hellendoorn bestaat uit 25 zetels. Hieronder staat de samenstelling van de gemeenteraad sinds 1998:
| Gemeenteraadszetels                 | Gemeenteraadszetels | Gemeenteraadszetels | Gemeenteraadszetels | Gemeenteraadszetels | Gemeenteraadszetels | Gemeenteraadszetels | Gemeenteraadszetels |
| Partij                              | 1998                | 2002                | 2006                | 2010                | 2014                | 2018                | 2022                |
| ----------------------------------- | ------------------- | ------------------- | ------------------- | ------------------- | ------------------- | ------------------- | ------------------- |
| Lokaal Hellendoorn                  |                     |                     |                     |                     |                     | 8                   | 13*                 |
| CDA                                 | 10                  | 13                  | 9                   | 8                   | 8                   | 7                   | 5                   |
| GroenLinks                          |                     |                     |                     | 1                   | 1                   | 2                   | 2                   |
| VVD                                 | 3                   | 1                   | 1                   | 1                   | 1                   | 3                   | 2                   |
| ChristenUnie                        | 1                   | 1                   | 2                   | 2                   | 2                   | 2                   | 1                   |
| D66                                 |                     |                     |                     | 1                   | 2                   | 2                   | 1                   |
| PvdA                                |                     |                     |                     | 2                   | 2                   | 1                   | 1                   |
| BurgerBelang                        |                     |                     | 6                   | 6                   | 5                   |                     |                     |
| PvdA-GroenLinks                     | 4                   | 4                   | 5                   |                     |                     |                     |                     |
| Gemeentebelangen                    | 7                   | 6                   | 2                   | 3                   | 2                   |                     |                     |
| Hellendoornse Onafhankelijke Partij | -                   | -                   | -                   | 1                   | 2                   |                     |                     |
| Totaal                              | 25                  | 25                  | 25                  | 25                  | 25                  | 25                  | 25                  |

* Op 13 december 2022 hebben fractievoorzitter Knobben en raadslid Haselhorst het partijlidmaatschap opgezegd van Lokaal Hellendoorn wegens interne spanningen. Enkele dagen later volgden nog drie raadsleden. Deze afscheiding zorgde voor instabiliteit in het college en de gemeenteraad. Na het meenemen van hun raadszetels werd in het verloop van ongeveer een jaar de de partij Samen Hellendoorn opgericht. Deze partij heeft nog niet meegedaan aan verkiezingen.

### College van B & W
Sinds juni 2024 bestaat het college van B & W uit de burgemeester en vier wethouders. In dit college nemen drie partijloze wethouders deel aan het college en één wethouder neemt deel vanuit de VVD. De twee partijloze wethouders 'van buiten de gemeente' zijn toegevoegd op basis van de profielschets van de gemeenteraad.
De vier wethouders zijn:
- Annemarie Dubbink (partijloos)
- Egbert Nijenbanning (VVD)
- Jan van den Bosch (partijloos)
- Lia de Waard-Oudesluijs (partijloos)

Na de gemeenteraadsverkiezingen van 2022 bestond het college naast de wethouders Dubbink (Lokaal Hellendoorn) en Nijenbanning (VVD) ook uit wethouder Gea Oord (Lokaal Hellendoorn) en Peter Lage Venterink (Groenlinks). Wethouder Oord is door het toenmalige college in juli 2023 gedwongen om haar ambt te verlaten. Wethouder Dubbink en Oord zijn gelijktijdig met Matthijs Knobben en Gerrit Haselhorst uit Lokaal Hellendoorn gestapt en partijloos verdergegaan.

## Monumenten
In de gemeente zijn er een aantal rijksmonumenten, gemeentelijke monumenten, en oorlogsmonumenten, zie:
- Lijst van rijksmonumenten in Hellendoorn (gemeente)
- Lijst van rijksmonumenten in Hellendoorn (plaats)
- Lijst van gemeentelijke monumenten in Hellendoorn
- Lijst van oorlogsmonumenten in Hellendoorn

## Kunst in de openbare ruimte
In de gemeente zijn diverse beelden, sculpturen en objecten geplaatst in de openbare ruimte, zie Lijst van beelden in Hellendoorn.

## Partnergemeente
Ibbenbüren